# Пчёлкин, Анатолий Александрович
Анато́лий Алекса́ндрович Пчёлкин (литературные псевдонимы — Корней Чуко́тских, Весьма́ Прытко́в ; 21 сентября 1939, станция Рутченково, Донецкой области, УССР — 15 сентября 2002, г. Владимир, Владимирской области, похоронен во Владимире) — русский поэт, переводчик, автор поэтических сборников. Оказал глубокое воздействие на развитие и становление литературы Чукотки и Колымы, всего Дальнего Востока.  Заслуженный работник культуры РСФСР (1992).

## Биография
Анатолий Александрович Пчёлкин родился на станции Рутченково Донецкой области. После десяти классов Анатолий пошел работать слесарем-инструментальщиком на Донецком заводе сельхозмашиностроения. Здесь же принимал активное участие в деятельности литературного кружка. В 1958 году был призван в армию. Служил три года в стройбате в посёлке Угольные Копи на Чукотке. Несколько десятилетий жил и работал на Севере (сначала на Чукотке, затем в Магадане). Работал корреспондентом чукотского радио и ряда областных газет, объездил и исходил Чукотку и Колыму, освоил много профессий: был пожарным в Эгвекиноте, инспектором рыбоохраны Иультинской районной инспекции Охотскрыбвода (охранял моржовое лежбище на острове Врангеля), инспектором управления культуры, собкором областного радио на строительстве Карамкенского и Дукатского горнообогатительных комбинатов. А в июле 1967 года решился на авантюру - поступил рабочим в старательскую артель "Спутник" прииска Бурхала.
В 1962 году был принят в Литературный институт имени А. М. Горького. Учился Анатолий очень долго, двенадцать лет. В начале 1973 года поэт был принят в члены Союза писателей СССР. В 1974 году окончил заочное отделение Литературного института имени А. М. Горького. Занимался на семинаре известных поэтов Н. Сидоренко, Александра Межирова, Леонида Мартынова, Ильи Сельвинского. Был участником зонального семинара молодых писателей в Чите в 1965 году и V Всесоюзного совещания молодых писателей в Москве в 1969 г.
В 1984-2000 гг. являлся ответственным секретарём Магаданской писательской организации. Пчёлкин был участником и руководителем многих творческих поэтических семинаров. Для многих он стал тем, кому начинающие авторы доверили свои первые рассказы и повести, первые стихи. Он открывал молодые литературные таланты, хлопотал об издании их книг. Благодаря ему публикации магаданских авторов появлялись в самых разных российских журналах и еженедельниках. В 1985 году он был избран в Ревизионную комиссию Союза писателей РСФСР, входил в правление СП. В 1992 году А. А. Пчёлкину было присвоено звание заслуженного работника культуры РСФСР.
Поэт уехал из Магадана во Владимир весной 2001 года. Во Владимире занимался журналистской работой в газете "Владимирские ведомости", работал над сборником "Избранное" для "Библиотечки магаданской поэзии". В планах у него были новые стихи, новые книги, в том числе он собирался "засесть" за мемуары. Но не выдержало сердце. По необъяснимому стечению обстоятельств, будто предчувствуя собственный уход, поэт написал четверостишие:

Кончено все. Никого не виня,
Лучше уж сам осознаю заранее:
Больше никто не услышит меня
ни во Владимире, ни в Магадане.
14.09.02 г.

## Творчество
Первые стихи опубликовал в газете «Советская Чукотка» в 1960 году, в этом же году была образована Магаданская писательская организация. Первый сборник стихотворений Пчёлкина «Берег» был выпущен в Магаданском книжном издательстве в 1965 году. Впоследствии здесь же вышли книги стихов «От Биллингса до Нольда» (1967), «Свет снега» (1972), «Душа болит» (1979), «Комната эха» (1983), в издательстве «Молодая гвардия» — «Тринадцать месяцев» (1972) и «Мерзлый ветер» (1982).
Природа наделила поэта изысканной внешностью, тонким музыкальным слухом и особым восприятием мира. Судьба свела его с известными поэтами и прозаиками Северо-Востока, а также художниками, геологами, учеными. Почти для всех молодых пишущих в те годы авторов он стал тем, кому начинающие доверяли первые стихи, рассказы. Ко всем был великодушен, открывал таланты, хлопотал об издании их книг, материальном благополучии, добивался выделения квартир.
Анатолий Пчёлкин много времени уделял творчеству молодых авторов из народов Дальнего Востока и Крайнего Севера: в его переводе с чукотского вышли книги стихотворений: Михаила Вальгиргина — «Веселое лежбище» (1973) и «Хорошо родиться на этой земле» (1981), Владимира Тынескина «Олени ждали меня» (1978), Сергея Тиркыгина «Лети, мой день» (1980). А ещё были переводы стихов Антонины Кымытваль, Валентины Вэкет, Любови Ненянг, Андрея Кривошапкина, Алитета Немтушкина, Николая Курилова — с чукотского, ненецкого, ительменского, эвенского, эвенкийского, юкагирского, уличского.
Стихи и переводы печатались в журналах «Новый мир», «Москва», «Смена», «Молодая гвардия», «Донбас», «Дальний Восток», «Полярная звезда», газете «Литературная Россия», альманахах «Поэзия» и «На Севере Дальнем», коллективных сборниках.
В 2000 году вышла последняя прижизненная книга поэта «Непогодь». Пчёлкин представлен в ней разноплановым автором, но в ней присутствует стержневое в его творчестве - любовь к Северу, к природе и людям. За эту книгу он был удостоен звания лауреата и премии межрегионального конкурса литераторов Севера имени Ю. Рытхэу 2000 г. В серии «Библиотечка магаданской поэзии» вышла в 2004 году посмертная книга избранных стихов поэта «Ветер века».
Поэзию Анатолия Пчёлкина отличают изысканная образность и высокая поэтическая культура. Главные темы творчества — благодарная привязанность к северной земле, ее неповторимой природе, размышления о людях, чьи судьбы и отношение к миру определены жизнью на Севере. Критики отмечали оригинальный поэтический голос, верность идеалам. Он был резок, как в стихах, так и в жизни. Бескомпромиссный, увлекающийся, он был уверен:
"Полёт души — не благость, а борьба
Добра со злом, прекрасного с уродством..."
Пчёлкину были свойственны эзопов язык, тонкий юмор. Многие сатирические стихи, эпиграммы он написал под красноречивыми псевдонимами Корней Чукотских и Весьма Прытков  .

## Малоизвестные факты
- Пчёлкин был единственным приглашённым от Дальнего Востока поэтом на «Пушкинский бал», который устраивали во дворцах Москвы и Северной столицы для самых тонких поэтов. Этот знак внимания расценивался как признание его на литературном олимпе России[3].
- Бард и баянист Сергей Яковлевич Стёркин написал песню "Прощание" на стихи Анатолия Пчёлкина "Я пришел без опозданья..." [4].
- В вышедшем в московском издательстве "Молодая гвардия" сборнике "Тринадцать месяцев" была исправлена первая строка стихотворения "Грядут ноябрьские метели..." на "Грядут декабрьские метели...". Очевидно московским редакторам трудно было поверить, что на Колыме пурга бывает в ноябре, и, даже, в октябре.
- Знаменитый пародист стихотворных текстов Александр Иванов написал пародию на стихи Анатолия Пчёлкина [5]:

Мы с Платоном
"Для счастья людям нужно очень мало: 
Глоток любви, сто граммов идеала..."
"Платон мне друг, 
а истина... чревата...
Пить иль не пить противоречья яд?.."
Анатолий Пчёлкин
Глаза однажды разлепив со стоном,
Решили счастья мы испить с Платоном.
Платон мне друг, но истина дороже...
В чем истина — видать по нашим рожам...
Для счастья людям нужно очень мало:
Мы взяли по сто граммов идеала
(любой поймёт, что это для начала),
но нам с Платоном сразу полегчало.
Сказав, как мы друг друга уважаем,
сидим с Платоном и соображаем.
Платон мне говорит: "Для счастья - мало,
возьми ещё по рюмке идеала!"
Потом ещё по двести попросили
И всё противоречьем закусили.
Потом опять нам показалось мало.
Мы нахлебались счастья до отвала.
И, задремав в обнимку, словно с братом,
Платон во сне назвал меня Сократом...

## О писателе
1. Его звали Пчела... : письма, дневники, документы Анатолия Александровича Пчёлкина (21.09.1939-15.09.2002) / [авт.-сост. С. И. Сущанский]. - Барнаул : Новый формат, 2019. - 223 с. : ил., фот., факс. - (Литературное наследие ; вып. 1).
2. Николаев, К. Б. Гражданственные строки : [о творчестве А. А. Пчёлкина] / Кирилл Николаев // Севером овеянные строки : статьи и очерки о творчестве писателей Северо-Востока / Кирилл Николаев. - Магадан, 1977. - С. 136-145.
3. Огрызко, В. В. Были когда-то и мы на слуху: Анатолий Пчёлкин // С чукотского на русский / Вячеслав Огрызко
4. Омрувье, И. В. Энмэн Прытков (Весьма Прытков) // Крайний Север: общественно-политическая газета
5. Праскова, М. М. Анатолий Пчелкин: «Без Севера не пишется»
6. Анатолий Пчёлкин: биографический фильм // Чукотская окружная публичная универсальная библиотека им. В. Г. Тана-Богораза
7. Пчёлкин Анатолий Александрович // Литературная карта ЦБС им. О. М. Куваева
8. Сущанский, С. И. Штрихи к портрету. Пчёлкин А.А.
9. Улитин, В. Пространство совести Анатолия Пчёлкина // Владимир : литературно-художественный и краеведческий сборник, 2003
10. Я вижу мир из окон Магадана... : [буклет] : к 80-летию со дня рождения А. А. Пчелкина / Магаданская областная юношеская библиотека ; составитель Л. И. Шимова. - Магадан : [б. и.], 2019. - 29 с.

## Интересные ссылки
- Стихи Анатолия Александровича Пчёлкина на archive.org
- Анатолий Пчёлкин читает стихи (Архив 1985г.)